# Окуляри для корекції вад зору

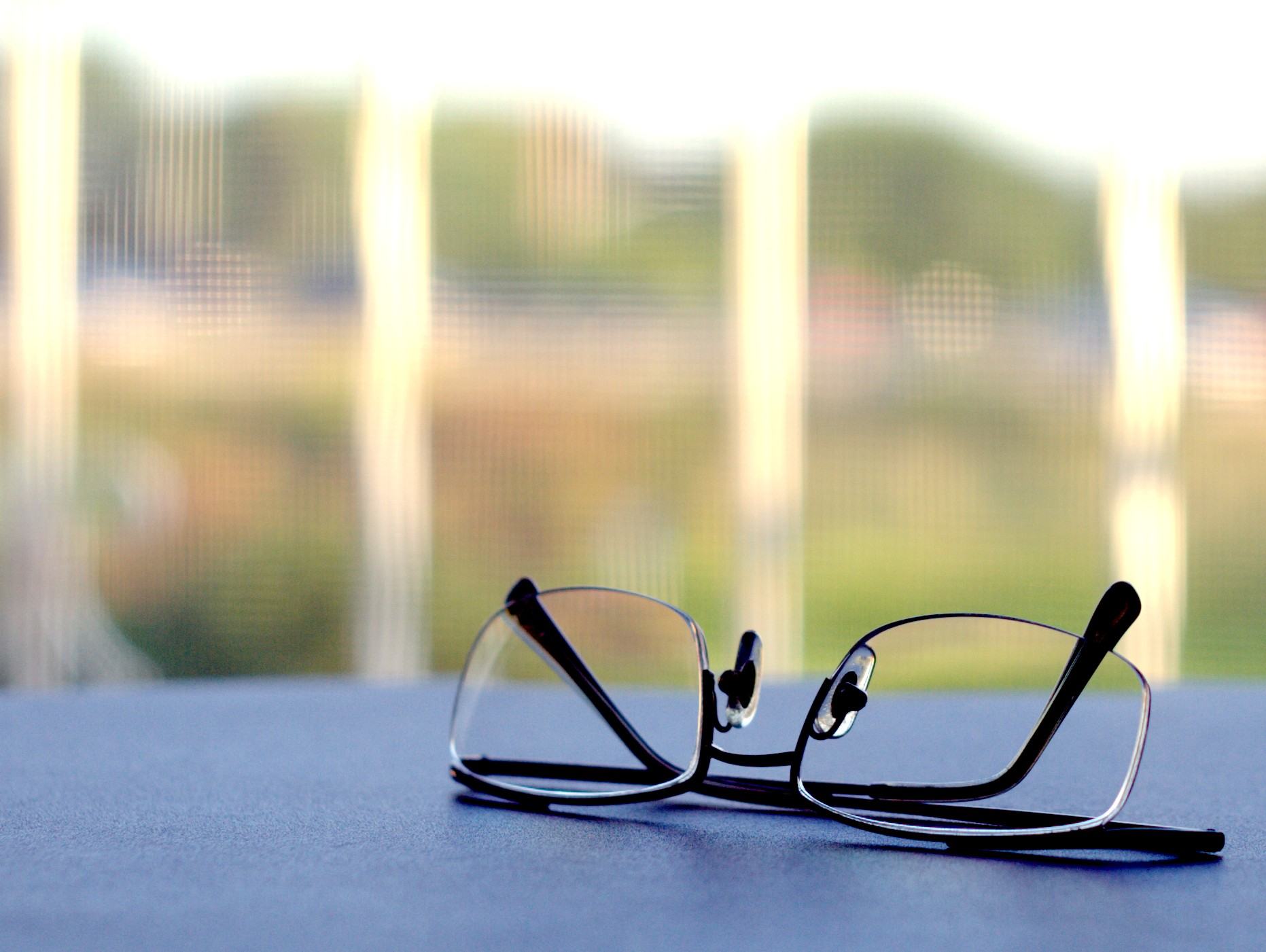
Окуляри для читання

Окуля́ри для корекції вад зору — оптичний прилад, який застосовують для виправлення вад зору (астигматизм, аномалії рефракції ока та акомодації ока).

## Конструкція

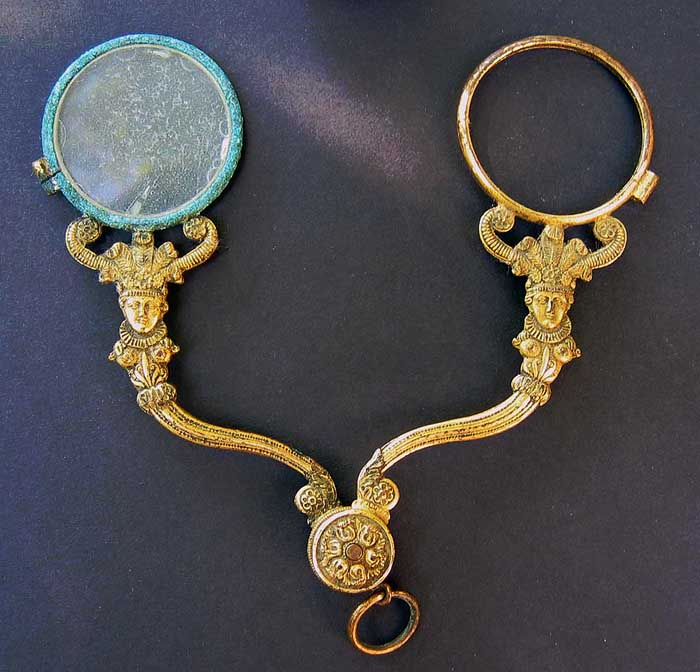
Лорнет

Головним елементом конструкції окулярів є лінзи (інакше — скельця), які власне виконують функцію коригування вад зору. Скельця утримуються в потрібному положенні перед очима за допомогою спеціального пристрою — оправи. Оправа зазвичай спирається на перенісся й утримується на обличчі за допомогою двох дужок.

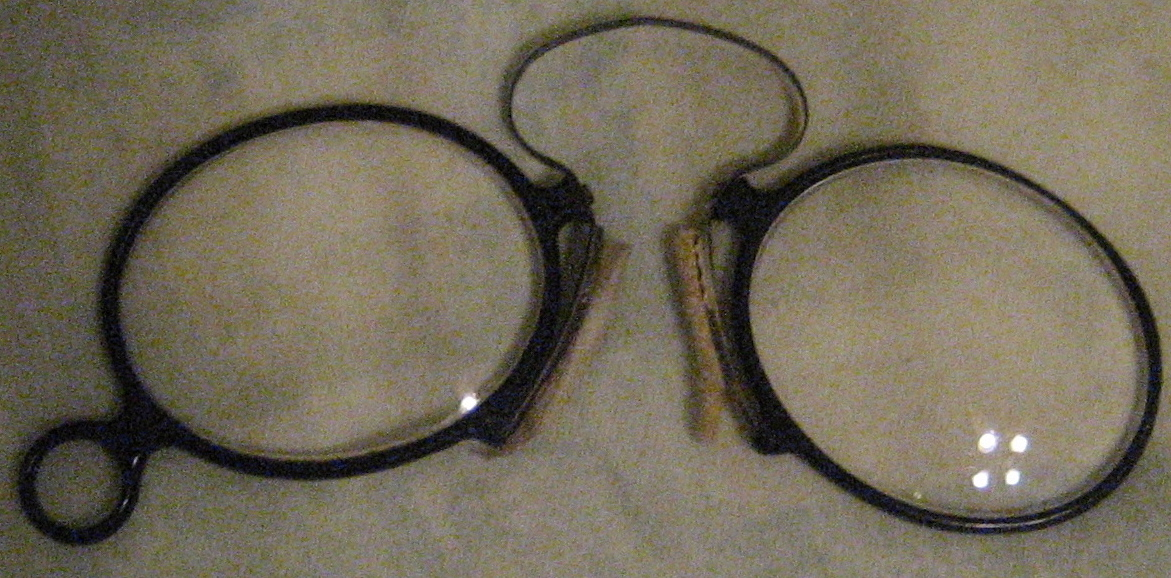
Пенсне

Існують також конструкції окулярів без дужок, та вони мають інші назви:
- Лорне́т (фр. lorgnette від lorgner — позирати нишком) — скельця в оправі зі спеціальною ручкою-держаком, за який особа з вадою зору тримає оправу, регулюючи її положення відносно очей.
- Моно́кль (фр. monocle) — одне кругле скельце в оправі з закріпленим на ній шнурком або ланцюжком, другий кінець якого кріпиться до одягу, для забезпечення від пошкодження при випадковому падінні. Монокль утримується м'язами щоки та впирається у верхню частину очної западини.
- Пенсне́ (фр. pince-nez від pincer — защемити та nez — ніс) — окуляри, що тримаються на носі за допомогою пружинного механізму. Іноді також, як і монокль, мають шнурок або ланцюжок для кріплення і забезпечення від падіння.

Втім, усе це скоріш історичні назви, оскільки зараз подібні конструкції практично не використовуються, на відміну від класичних окулярів.
Залежно від положення головного фокуса окулярні скельця або лінзи поділяють на дві групи: збиральні (опуклі) і розсіювальні (вгнуті). Збиральні скельця застосовують при далекозорості, а розсіювальні — при короткозорості.

## Історія

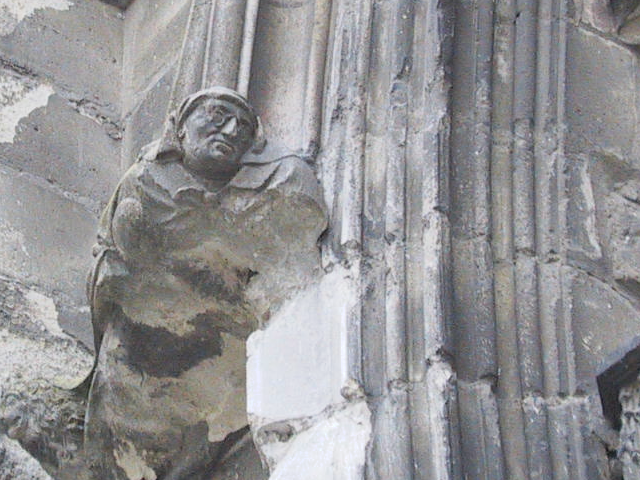
Монах в окулярах. Скульптура на храмі св. Етьєна в Мо (Meaux), Франція

### Попередники
Існують розкидані докази, що існували засоби, які допомагали краще бачити ще в Античності. Найвідоміший — це використання смарагду імператором Нероном, про це пише Пліній Старший.
Використання опуклих лінз для формування збільшеного зображення найбільше описано в Птолемеєвій «Оптиці» (яка, на жаль, дійшла до нас лише в арабському перекладі). Птолемеєвий опис лінз був прокоментований і покращений Ібн-Сахлом (X ст.) та аль-Хазеном (Книга Оптики 1021 р.). Латинський переклад Птолея та аль-Хазена став доступний у Європі в XII ст., який збігся зі створенням «читальних каменів»
Робер Гросетест згадував про використання оптики для «читання найменших букв». Кілька років по тому, у 1262, Роджер Бекон також написав виклад про збільшувальні властивості лінз. Перші окуляри були створені в Північній Італії в другій половині XIII ст.
Також, у різних місцях незалежно з'являються «сонячні окуляри» для захисту очей.

### Винайдення
Перші окуляри були зроблені в Північній Італії, скоріш за все у Пізі, близько 1290. У проповіді, виголошеній 23 лютого 1306 р., Домініканський священник Джордано да Піза (бл. 1255—1311 рр.) Писав: «Не минуло ще й двадцяти років, як було знайдено мистецтво виготовляти окуляри, які сприяють гарному зору … І це настільки короткий час, що це нове мистецтво, як ніколи раніше в історії, започатковане. … Я бачив того, хто перший зробив її та практикував вироблення, і я поговорив з ним»
Колега Джордано, отець Алессандро делла Спіна з Пізи (помер 1313), згодом почав робити окуляри. У Антична хроніка Домініканського монастиря святої Катерини в Пізі пише: «Окуляри, спочатку виготовлені кимось іншим, хто не бажав ними ділитися. Він (Спіна) зробив їх і поділився ними з усіма радісним і охочим серцем». До 1301 року у Венеції існували норми гільдії, які регулювали продаж окулярів. У чотирнадцятому столітті вони були дуже поширеними: Франческо Петрарка в одному зі своїх листів говорить, що до 60 років окуляри йому не потрібні, а Франко Сакетті часто згадує їх у своїй Трецентоновеллі.
Перші оправи складалася з двох луп, скріплених між собою держаками, щоб вони могли стискати ніс. Вони називаються «окулярами з заклепками». Найдавніші приклади, що збереглися, були знайдені під дошками підлоги у монастирі поблизу Целле в Німеччині Клостер Віенхаузен; вони були датовані близько 1400 року.
Перший у світі спеціалізований на окулярах магазин відкрився в Страсбурзі (тоді Священна Римська імперія) у 1466 році.

#### Інші свідчення
Марко Поло деколи згадує, що він бачив окуляри під час своїх подорожей Китаєм у 13 столітті. Однак, жодне таке свідчення не з'являється в його облікових записах. Дійсно, найдавніші згадки про окуляри в Китаї трапляються в 15 столітті, але і ті китайські джерела стверджують, що окуляри були імпортовані.

## Вдосконалення окулярів

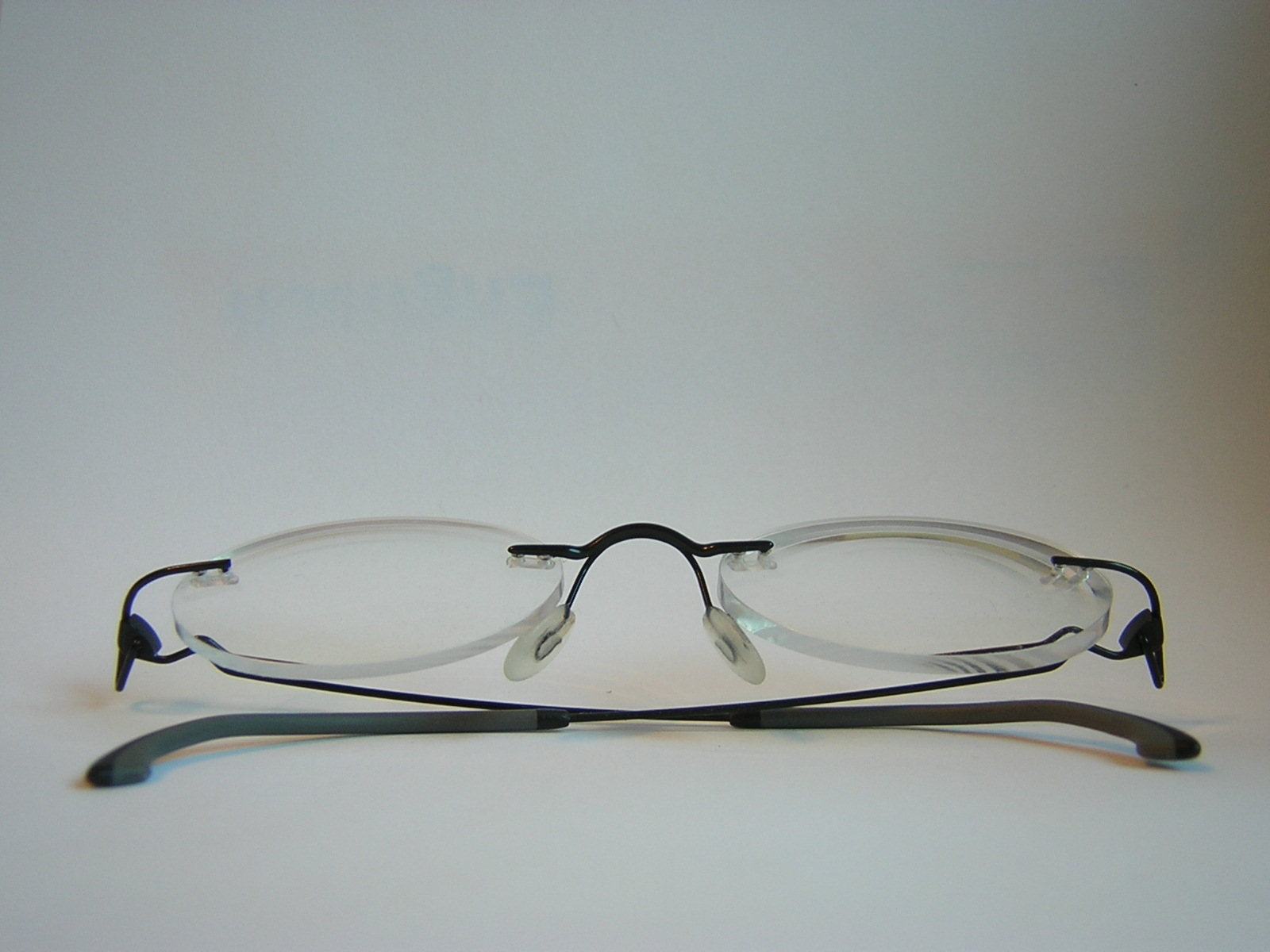
Окуляри з оправою без рамки

Окуляри та їх конструкції постійно вдосконалюються, використовуючи нові досягнення у галузі техніки й технологій. Головні спрямування вдосконалення: зменшення ваги окулярів, зручність кріплення, а також поліпшення оптичних та коригувальних властивостей.
Зменшення ваги досягається переважно за рахунок застосовування лінз, виготовлених із оптичного легкого скла. З 1990-х років набули поширення лінзи з пластику. Зменшується також вага оправи та дужок, зокрема набули поширення окуляри без рамкової оправи, в яких дужка та опорно-з'єднувальна планка, що спирається на перенісся, кріпляться безпосередньо до скельця.

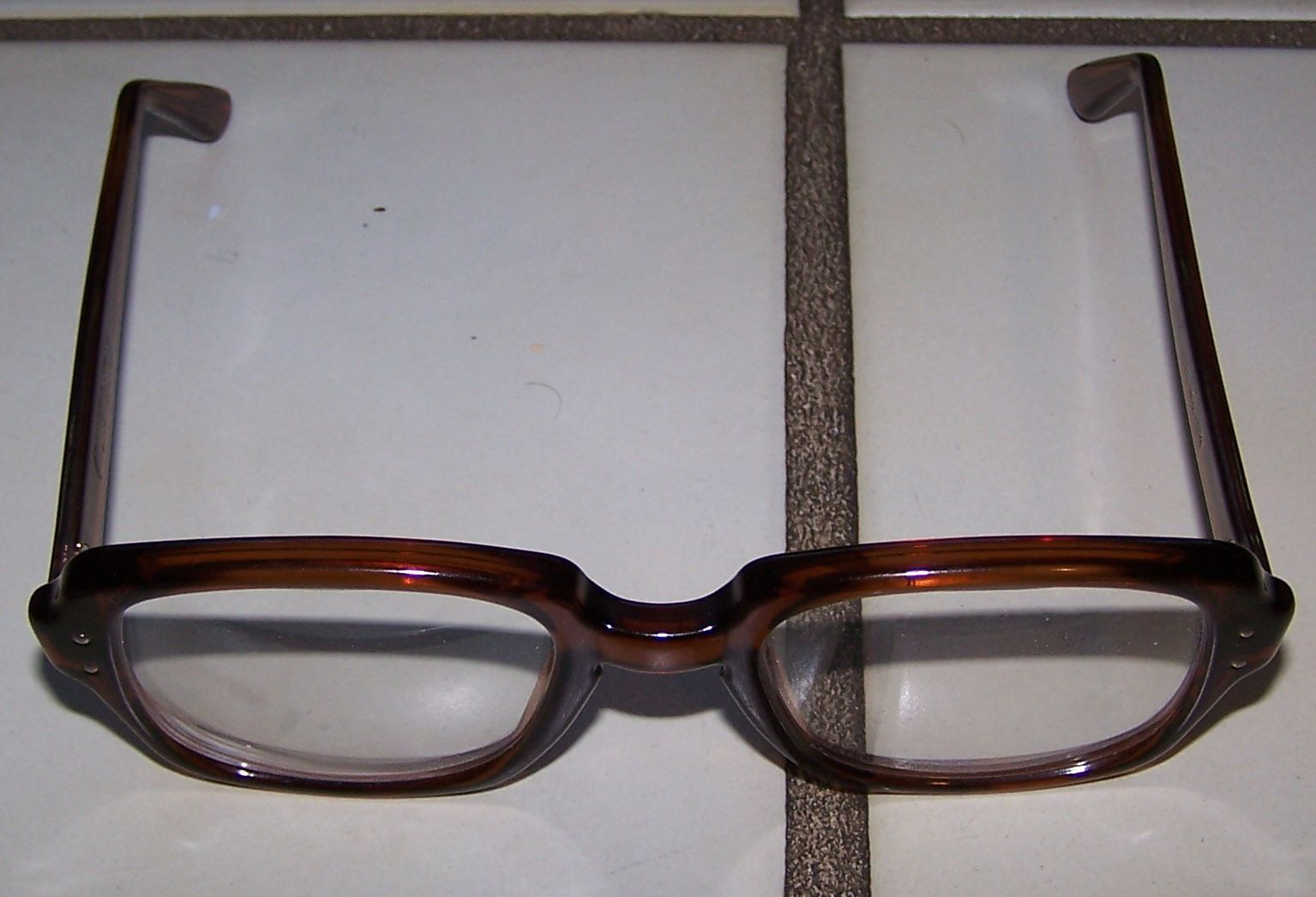
Окуляри для військових

Окуляри для військових випускаються у товстій пластмасовій оправі прямокутної форми з округленими кутами й металічними стрижнями всередині дужок, найчастіше з діоптріями (але інколи бувають і затемнені). Вони сполучають у собі підвищену міцність і порівняно невелику вартість. Їх лінзи досить широкі, щоб не обмежувати поле зору. Щодо захисту, такі окуляри набагато кращі, ніж контактні лінзи, бо вони покривають усю поверхню ока.

## Інші типи окулярів

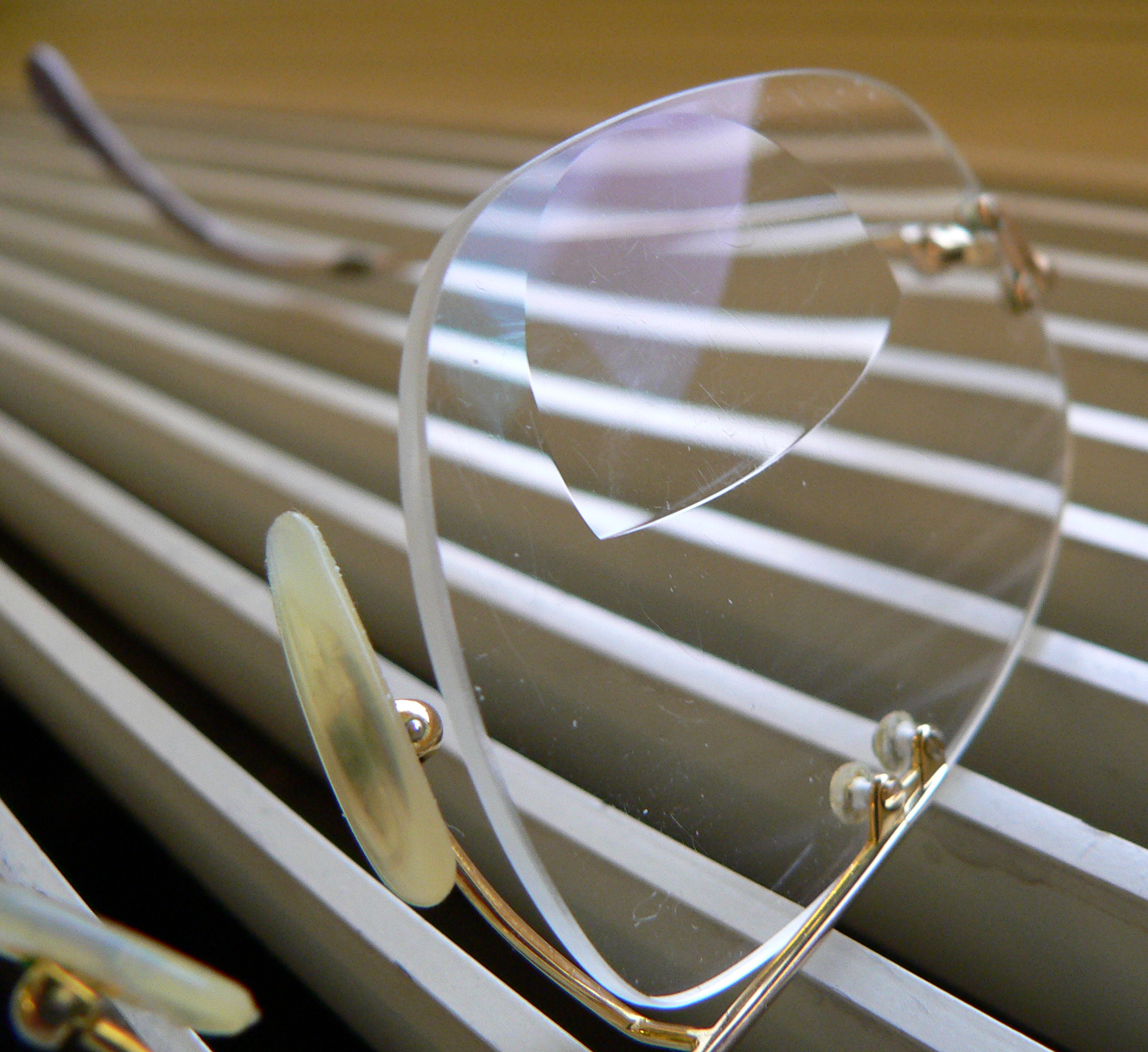
Окуляри з біфокальними лінзами

Вдосконалення технологій виготовлення лінз надало можливість корекції складніших вад зору, а також забезпечення деяких додаткових зручностей для користувачів-окулярників.
Застосування біфокальних лінз — лінз складної конструкції, яка забезпечує суміщення двох лінз із різною кривиною (і відповідно різними оптичними властивостями) на одному скельці. Це дає можливість людині з вадою зору при потребі переводити погляд з близьких предметів на віддалені (не знімаючи окулярів) і сприймати їх з задовільною чіткістю.
Успіхи у технології виробництва фотохромного скла забезпечили можливість підвищити комфортність окулярів для корекції вад зору при високих рівнях освітленості, зокрема на відкритому просторі при яскравому сонці. Фотохромне скло змінює прозорість під впливом освітленості: що більший рівень освітленості, то менша прозорість скла.